# Poręby (powiat miński)
Poręby – wieś sołecka w Polsce położona w województwie mazowieckim, w powiecie mińskim, w gminie Dębe Wielkie.
W latach 1975–1998 miejscowość należała administracyjnie do województwa siedleckiego.
Spis powszechny w 2011 ustalił populację wsi na 95 osób. Według danych przedstawionych przez władze gminne w 2020 było ich 91.
Wierni Kościoła rzymskokatolickiego należą do parafii św. Katarzyny w Pustelniku.